# Recilia prabha
Recilia prabha là loài côn trùng thuộc họ Cicadellidae, bộ Cánh nửa. Loài này được Singh-Pruthi miên tả năm 1930.